# میرکو باشیچ
میرکو باشیچ (انگلیسی: Mirko Bašić؛ زادهٔ ۱۴ سپتامبر ۱۹۶۰) بازیکن سابق هندبال اهل یوگسلاوی و مربی اهل کرواسی است.